# Мандель, Стефан
Стефан Мандель (род. 1934, Королевство Румыния) — румынский и австралийский математик, получивший известность благодаря открытию практического способа выигрыша в лотерею, благодаря которому ему 14 раз удалось выиграть главный приз. В результате организации, ответственные за разработку игр, изменили законы о лотереях, чтобы исключить использование его метода.

## «Метод Манделя»
Мандель использовал свои математические навыки, чтобы придумать формулу и алгоритм действий, таким образом «сломав систему». После тщательного исследования математик создал «алгоритм выбора чисел», основанный на методе, который он назвал «комбинаторной конденсацией». Стефан Мандель утверждал, что c помощью своего алгоритма может предсказать 5 из 6 номеров лотереи, в которую он играл, уменьшив количество возможных комбинаций с миллионов до тысяч.
С помощью этого метода ему удалось выиграть первый приз румынской лотереи на сумму более 80 тысяч реалов.
В 1980-е годы Мандель с семьёй репатриировался в Израиль и позже переехал в Австралию
Мандель поселился в Австралии.

### Ставки на все возможные комбинации
В Австралии Мандель заметил, что в некоторых лотереях общее количество комбинаций значительно меньше суммы приза. Другими словами, было бы достаточно поставить на все возможные комбинации, чтобы выиграть максимальный приз, как показано ниже :
1. выбрать лотерею, в которой необходимо угадать 6 чисел от 1 до 40. В такой игре общее количество возможных комбинаций составляет 3 838 380;
2. найти игру, в которой приз как минимум в три раза превышает количество комбинаций (например, 10 миллионов долларов США с учётом указанного выше числа), чтобы гарантировать хорошую прибыль;
3. изыскать средства для оплаты всех комбинаций с минимальной стоимостью (если каждая игра стоит 1,00 реал, тогда, в случае приведенного выше примера, изыскать 3 838 380,00 реалов);
4. заполнить 3 838 380 билетов (по 1 игре на каждую возможную комбинацию);
5. поставить на все возможные комбинации.

Для реализации этого плана Манделю пришлось бы писать от руки все возможные комбинации, рискуя попасть в большой долг из-за случайной ошибки. В итоге он написал компьютерную программу, которая упростила весь процесс. Мандель также координировал действия многочисленных помощников, с которыми потом делился выигрышем.
С помощью этой схемы Манделю удалось выиграть главный приз ещё 13 раз, помимо второго и третьего призов, поскольку он делал ставки на все возможные комбинации.

### Расследование ЦРУ и ФБР
Одна из этих 13 побед была одержана в 1992 году в игре, которую Мандель сыграл в Вирджинии, США. Он не только выиграл главный приз, но и ещё шесть вторых призов, 132 третьих места и тысячи меньших призов, собрав более 30 миллионов долларов.
Это привлекло внимание ЦРУ и ФБР, которые начали расследование. В ходе более чем четырёхлетнего следствия власти обнаружили, что технически Мандель не нарушал никаких правил.

## Изменение правил лотерей
После выигрышей Манделя лотереи по всему миру изменили некоторые правила игры, например, больше не позволяли заполнять билеты вне мест для ставок.